# Кквэнгвари
Кквэнгвари (кор. 꽹과리) — маленький шайбообразный гонг из латуни, используемый в корейской традиционной музыке. Звук производится деревянным молоточком. Звук высокий, металлический, переходит в грохот, если удар очень сильный.

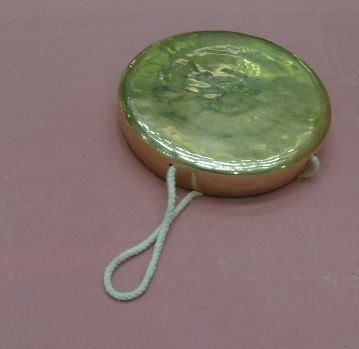
Кквэнгвари

Кквэнгвари в основном используется в корейской сельской музыке нонъак (см. тж. пхунмуль), в новом городском жанре самульнори и в шаманской музыке.
Название инструмента предположительно является ономатопеей звуку, производимому инструментом, «кквэн-кквэн» (хангыль — 꽹꽹). Другое название инструмента — све (хангыль — 쇠).